# Schlachtgeschwader 104
Das Schlachtgeschwader 104 war ein Verband der Luftwaffe der Wehrmacht im Zweiten Weltkrieg. Als Schlachtgeschwader verfügte es über einmotorige Flugzeuge vom Typ Focke-Wulf Fw 190 und Junkers Ju 87. Das Geschwader wurde während seiner gesamten Bestehenszeit als Ausbildungsgeschwader eingesetzt und hatte daher keine Kampfeinsätze.

## Geschichte
Das Schlachtgeschwader 104 entstand am 2. August 1944 in Tutow (Lage) aus der Kampfbeobachterschule 3.
Das Geschwader wurde während seiner gesamten Bestehenszeit als Ausbildungsgeschwader eingesetzt und hatte daher keine Kampfeinsätze. Im Juli 1944 war es der 3. Flieger-Schul-Division der Luftflotte 10 unterstellt. Am 13. Februar 1945 verlegte es auf die Fliegerhorste Aalborg-West (Lage), Aalborg-Ost (Lage) und Frederikshavn (Lage) im deutschbesetzten Dänemark.
Am 1. April 1945, noch vor der bedingungslosen Kapitulation der Wehrmacht, wurde es aufgelöst. Das Personal, ungefähr 1200 Soldaten, wurde in das Heer eingegliedert und bei der Schlacht um Berlin eingesetzt.

## Kommandeure

### Geschwaderkommodore
| Dienstgrad     | Name           | Zeit                                |
| -------------- | -------------- | ----------------------------------- |
| Oberstleutnant | Hans Steinweg  | 2. August 1944 bis 14. Oktober 1943 |
| Oberstleutnant | Gustav Preßler | 15. Oktober 1944 bis 17. April 1945 |

### Gruppenkommandeure
I. Gruppe
- Hauptmann Lothar Meyer, 24. September 1944 bis 23. Oktober 1944[4]
- Major Bruno Meyer, 24. Oktober 1944 bis 3. März 1945[5]
- Hauptmann Eugen Baureithel, 4. März 1945 bis 1. April 1945[6]
- Hauptmann Walter Eismann, 1. April 1945 bis 17. April 1945[7]

II. Gruppe
- Major Ernst Haller, 2. August 1944 bis 13. September 1944[8]
- Hauptmann Josef Berlage, 14. September 1944 bis Dezember 1944[9]
- Hauptmann Werner Dedekind, Dezember 1944 bis Februar 1945[10]
- Hauptmann Eduard Weihrauch, März 1945 bis 17. April 1945[11]